# Anolaima
Anolaima est une ville colombienne dans le département de Cundinamarca. Elle est un haut lieu de l'industrie fruitière en Colombie.